# Coryssiphus
Coryssiphus is een geslacht van spinnen uit de familie bodemzakspinnen (Liocranidae).

## Soorten
De volgende soorten zijn bij het geslacht ingedeeld:
- Coryssiphus cinerascens Simon, 1903
- Coryssiphus praeustus Simon, 1903
- Coryssiphus unicolor Simon, 1903